# 応用昆虫学
応用昆虫学（おうようこんちゅうがく、 (Applied Entomology) ）は、昆虫の生理・生態の解明を目的とした昆虫学の一分野であるが、一般に幅広い内容を扱っており一義的ではない。

## 概要
昆虫分類学と並ぶ昆虫学の大きな柱である。昆虫学そのものを指していることもあり、一義的ではない学問である。扱う範囲としては、昆虫のホルモンや遺伝子などの研究を対象とした分子昆虫学・蚕学、害虫防除を目的とした農学および天敵昆虫学（生物防除学）・昆虫病理学・天敵微生物学、環境との関りや昆虫の行動生態を調査する環境昆虫学・昆虫生態学、衛生害虫の管理を目的とした衛生昆虫学、などさまざまである。日本では、分子昆虫学・天敵昆虫学（生物防除）・昆虫生態学のいずれかであることが多い。

## 日本の主な教育・研究組織
（分子昆虫学）
- 九州大学農学部生物資源環境学科　生物資源生産科学コース/ 大学院生物資源環境科学府　資源生物科学専攻　昆虫ゲノム科学研究室[1]
  - 蚕学から昆虫ゲノム科学へと改名した。100年以上続く膨大なカイコの系統を持つ。カイコのゲノムを活用しタンパク質の生成を研究している。

（天敵昆虫学）
- 九州大学大学院農学研究院　附属生物的防除研究施設　天敵昆虫学研究室[2]
  - 日本の応用昆虫学の本流、害虫防除を目的とした昆虫学の日本の拠点。環境にやさしい、生物が害虫を食す防除法の研究は九州大が創出し、現在も中心的存在。

（昆虫生態学・環境昆虫学）
- 九州大学農学部生物資源環境学科　生物資源生産科学コース／大学院生物資源環境科学府　資源生物科学専攻　昆虫学研究室
- 九州大学総合研究博物館
  - 主に昆虫分類学を研究しており、分類に関わる生態も扱う。400万点を超える日本最大の標本数を誇る。農学部の昆虫学研究室と博物館の持つ標本を合算すると、世界中の大学・博物館を含め昆虫標本総数では一桁の順位に入る。本昆虫学研究室は，昆虫学者を最も多く輩出している

- 京都大学農学部資源生物科学科／大学院農学研究科　応用生物科学専攻、地域環境科学専攻[3]昆虫生態学研究室[4]
- 京都大学理学部理学科　生物科学系／大学院理学研究科　生物科学専攻／生態学研究センター[5][6]
  - 日本で最も古くからある昆虫学研究室。京大は農業生産につながる昆虫研究よりは、理学部での昆虫の生態を理解しようとする研究で、京都大自体に生態学や生物行動研究の歴史があり、自然保護や生物多様性への意識が高く、環境問題への関心を生かしている。
- 九州大学農学研究院 熱帯農学研究センター[7]
  - 主に、熱帯に生息する植物や昆虫を生態学的に研究している。
- 大阪府立大学生命環境科学域　緑地環境科学類／大学院生命環境科学研究科　緑地環境科学専攻[8][9]
  - とにかくチョウ研究では日本一とされ、地球温暖化のチョウの分布への影響研究、チョウの保護、チョウを通じての環境問題と、その視野は広い。
- 東京農工大学農学部　応用生物科学科／大学院農学府　農学専攻[10][11]
  - 理学部的な基礎研究が中心の数少ない大学。昆虫の生理・生化学研究からの害虫研究。
- 玉川大学農学部　生産農学科　昆虫科学領域／大学院農学研究科　資源生物学専攻、学術研究所　ミツバチ科学研究センター[12][13]
  - ミツバチ研究の世界的拠点。世界でも珍しいミツバチに特化した研究施設を持つ。
- 神戸大学農学部生命機能科学科　環境生物学コース／大学院農学研究科　生命機能科学専攻[14][15]
  - 応用昆虫学というよりはむしろ、昆虫学そのものの研究として、昆虫生態の本質に迫る研究。
- 香川大学農学部　応用生物科学科　環境科学コース／大学院農学研究科　応用生物・希少糖科学専攻[16]
  - アリ研究が有名。
- 三重大学生物資源学部　資源循環学科　農業生物学教育コース／生物資源学研究科　資源循環学専攻[17]
  - 様々なハチを対象に幅広い。

(衛生昆虫学)
- 九州大学大学院農学研究院　生物資源科学府　資源生物科学専攻　衛生昆虫学研究室[18]
  - 2018年に新たに創設された衛生昆虫学研究室。世界的に問題が拡大している「昆虫媒介性病原体」について、先端的研究による問題の解明と、これらに関する諸問題に精通した人材の育成を目標としている。

(昆虫病理学・天敵微生物学)
- 九州大学大学院農学研究院　附属生物的防除研究施設　天敵微生物学研究室[19]
  - カイコを主に利用して研究し、昆虫の（主に鱗翅目）病原菌を使って害虫の防除することを目指している。

（応用動物学・応用昆虫学）
- 日本応用動物昆虫学会 [20]